# Villadia jurgensenii
Villadia jurgensenii là một loài thực vật có hoa trong họ Crassulaceae. Loài này được (Hemsl.) Jacobsen miêu tả khoa học đầu tiên năm 1958.